# Opus clavicembalisticum
Opus clavicembalisticum u Obra clavicembalística (1929–30) es una pieza para piano compuesta por Kaikhosru Shapurji Sorabji y completada el 25 de junio de 1930.
Es especialmente conocida por ser, hasta la fecha de su composición, la obra más larga jamás compuesta para piano. Su duración ronda las 4 horas, y apenas 5 músicos la han ejecutado por completo. Además de su duración, goza de una complejidad notable que requiere una portentosa técnica pianística. La obra ha sido incluida en el Libro Guinness de los récords como la obra más larga compuesta para piano. Sin embargo, algunas piezas para piano de Sorabji son aún más largas.

## Estructura
La obra consta de 12 secciones o movimientos, divididos a su vez en tres partes.
| Título 1                                                                       | Indicaciones 2 | Página(s) 3    | Duración estimada 4               |
| ------------------------------------------------------------------------------ | --- | -------------- | --------------------------------- |
| - Pars prima -                                                                 | |                |                                   |
| I. Introito                                                                    | Adagio - Vivo e pesante molto - Libero - Presto | pág. 5 - 7     | 3 minutos                         |
| II. Preludio-Corale [Nexus] 5                                                  | Solenne e maestoso con grandezza - Con immenso impetò e forza - Adagio assai | pág. 7 - 19    | 13 minutos                        |
| III. Fuga I                                                                    | Sommessamente moderato | pág. 19 - 30   | 12 minutos                        |
| IV. Fantasia                                                                   | Scorrevolle leggiero - Presto volante, leggiero - | pág. 30 - 39   | 5 minutos                         |
| V. Fuga II [duplex] 6                                                          | Animato assai - Di molto più andante - Moderato o dim súbito | pág. 39 - 59   | 16 minutos                        |
| -                                                                              | - | -              | 49 minutos acumulados             |
| - Pars altera -                                                                | |                |                                   |
| VI. Interludium Primum [Thema cum XLIX Variationibus]                          | Vivo - Moderato - Presto - Moderato - Animato - Andante - Abbastanza adagio - Vivo - Arditamente - Rapido - Esaltato - Luminoso - Quasi adagio - Moderato - Lento - Moderato - Legatissimo abbastanza - Paganinesco - Impetuoso - Arpa eolica - Moderato - Quasi lento - Animato assai - Vivace - Lo stesso tempo - Lo stesso tempo. Arditamente - Moderatamente andando - Moderato - Lo stesso tempo - Adagio - Moderato e dolcissimo sempre - Impetuoso - Temposto - Presto vivace - Vivace e secco - Moderato - Adagio - Andando - Precipitato - Moderato - Vivace - Liscio - Vivace abbastanza - Moderato con impeto - Moderato con libertá - Andante - Moderato | pág. 59 - 98   | 45 minutos                        |
| VII. Cadenza I                                                                 | Allegro vivace - Con sentenziosità didattica, pesante e pomposo - Movimiento principale | pág. 98 - 104  | 5 minutos                         |
| VIII. Fuga Tertia Triplex: 7 [Dux primus] [Dux Alter] [Dux Tertius]            | Moderato - Allargando a aumentando - Ritenuto - Andante moderato - Stringere passo a passo e aumentare - Stringendo - Molto più andante - Affrettare alquanto - Moderato e andando - Allargando alquanto e aumentare - ma affrettare sempre poco a poco - Più vivo - Ancora più vivo - Allegro - Quasi organo pieno - Molto adagio | pág. 104 - 137 | 33 minutos                        |
| -                                                                              | - | -              | 132 minutos acumulados: 2,2 horas |
| - Pars tertia -                                                                | |                |                                   |
| IX. Interludium Alterum (Toccata, Adagio, Passacaglia cum LXXXI Variationibus) | Toccata - Adagio - Adagissimo - Passacaglia:Tranquilo e moderato - Andante scorrevole - Fantastico - Tranquillo - Moderato sempre - Moderato - Vivace saltando - Scorrevole - Leggiero. Animato assai - Moderato - Deciso ma molto legato sempre - Moderato - Vivo - Moderato - Liscio uguale tranquillamente - Moderato - Saltando vivace - Liscio e tranquilo - Placido - Con impeto - Più tranquillo - Fantastico - Più moderato - Tranquilo sempre - Sempre moderato - Deciso ma senza rigore - Placidi e scorrevoli questi tre variazioni - Quasi pizzicato - Pochettino: Grandioso - Vivace leggiero - Quasi tambura - Moderato assai - Animato con forza - Tranquillo - Quieto ma intensamente - Impetuoso e focosamente - Lento - Moderato abbastanza, pieno ma non troppo dolce o morbido - Vivace leggierissimo e a capriccio - Semplice e moderato - Lo stesso tempo - Pocchettino piú lento - Lo stesso tempo - Focosamente - Calmo - Dolcemente scorrevole - Severo - Legato e calmo ma non dolce - Vivace leggierissimo - Quasi adagio - Lento - Capriccioso e fantastico - Scorrevole e ugualissimo - Arditamente e focosamente - Potentissimo e grandioso, ma più moderato - Con somma forza e grandezza - Epilogo: Largissimo e dolcissimo | pág. 137 - 193 | 61 minutos                        |
| X. Cadenza II                                                                  | Vivo | pág. 193 - 198 | 3 minutos                         |
| XI. Fuga IV Quadruplex: 8 [Dux primus] [Dux Alter] [Dux Tertius] [Dux Quartus] | Molto moderato - Allegro abbastanza - Poco più moderato - Più moderato in tempo - Ancora più andante - Irato impaziente | pág 193 - 240  | 32 minutos                        |
| XII. Coda Stretta                                                              | Stretta - Moderato - Quasi vivo - Piú largo | pág. 240 - 252 | 7 minutos                         |
| -                                                                              | - | -              | 235 minutos acumulados: 4 horas   |

Notas: 1 - El título corresponde al que se muestra originalmente en la primera y única edición de la obra durante el transcurso de la partitura. 2 - La lista de indicaciones métricas no es exhaustiva. 3 - El número de página corresponde con los de la primera y única edición de la partitura. 4 - La duración estimada corresponde con la de la versión de Douglas Madge de 19825 - En el prólogo consta como Preludio Corale6 - En el prólogo consta como Fuga a due soggetti7 - En el prólogo consta como Fuga a tre soggetti8 - En el prólogo consta como Fuga a quatro soggetti

## La obra

### Primera y única edición
La partitura solo ha sido editada una vez, en 1931, y revisada por el propio compositor. Se editaron 23 copias de la partitura firmada y anotada por el propio compositor. Consta de 254 páginas incluyendo la portada y el prólogo. La portada reza:
| KAIKHOSRU SORABJI OPUS CLAVICEMBALISTICUM MCMXXX FOR PIANO SOLO \| N. B. PUBLIC PERFORMANCE PROHIBITED UNLESS BY EXPRESS CONSENT OF THE COMPOSER \| J. CURWEN & SONS LTD. 24 BERNERS STREET LONDON W. I. \| |                                                      |
| N. B. PUBLIC PERFORMANCE PROHIBITED UNLESS BY EXPRESS CONSENT OF THE COMPOSER | J. CURWEN & SONS LTD. 24 BERNERS STREET LONDON W. I. |

Como se aprecia, la prohibición del compositor para que cualquier otro músico pudiera hacer una interpretación pública de la obra es un hecho demostrable. Solo en 1976 la prohibición fue levantada.

### Complejidad musical y técnica
Esta obra es profundamente intrincada y arrítmica, careciendo de compás en la totalidad de la obra, y sobrepasando, en ocasiones, el límite sonoro superior del piano.
En más de 200 páginas de música hay un despliegue enorme de indicaciones técnicas y musicales. Oponiéndose a lo común, Sorabji utiliza en algunos pasajes hasta 5 pentagramas a la vez para una música pianística que suele indicarse habitualmente con 2 pentagramas y excepcionalmente hasta con 3. La complejidad musical, y el uso, en casi la totalidad de la obra, de varias voces tiene explicación en su carácter contrapuntístico: Existen 4 grandes fugas en las que se utiliza hasta 4 motivos (quadruplex). Su carácter de contrapunto viene influenciado por la obra Fantasia contrappuntistica de Ferruccio Busoni, gran ídolo de Sorabji, y del que se inspiró para componer Opus clavicembalisticum. A diferencia de Fantasia contrappuntistica, que solo dura 25 minutos en una ejecución habitual, la obra de Sorabji dura 4 horas.
Existen cientos de indicaciones de tempo y técnica en la partitura. Algunas poco comunes como Liscio, Scorrevolle leggiero o Arditamente y otras aún menos habituales como Moderato abbastanza, pieno ma non troppo dolce o morbido o Placidi e scorrevoli questi tre variazioni. 
La intrincada morfología de la obra es resultado de la síntesis del concepto universal Barroco de obra magna como El clave bien temperado de Bach y la armonía y polifonía Busonista, Godowskysta y Regerista, entre otros factores.